# Analog Balaton
Az Analog Balaton egy elektronikus zenei duó, amelyet 2017-ben alapítottak Budapesten. A zenekar zenéje a pop/rock dallamokat ötvözi az elektronikus zene monotonitásával.

### Jelenlegi tagjai
Zsuffa Aba – énekes, gitáros, dalszövegíró
Vörös Ákos –  dobos, billentyűs

## Története
Bár a zenekart 2017-ben Budapesten alapította Zsuffa Aba és Vörös Ákos, a története korábbra nyúlik vissza. Az Analog Balaton története az alapítók gyerekkorában kezdődött, amikor még gyerekszínészként ismerték meg egymást egy balatoni táborban. Később, mint felnőttek, újra találkoztak. Majd a zenekar első albumjának alapjai egy Kinizsi utcai lakásban születtek, ahol az alapítótagok együtt laktak egyetemistaként. Ez az alap, egy olyan időszakra utal, amikor mind zeneileg, mind személyesen felfedezőúton voltak. Ezalatt az idő számtalan később kiadott kislemez alapja született meg. Az alapok a későbbiekben újbóli feldolgozáson estek át, mielőtt kiadták volna őket. A végső lökést az album elkészítéséhez a Hangfoglaló programtámogatás adta meg, ami rákényszerítette a zenekart arra, hogy ne halogassa tovább a lemez kiadását. Az album dalai közül néhány korábban megjelent, de a "LENT" névre keresztelt albumot 2021-ben adták ki.
A LENT című debütáló album bemutatóját közel telt ház előtt tartották az Akvárium Klub Nagy Halljában. Emellett az A38 Hajón is hónapokkal korábban elfogytak a jegyek. A LENT-et nem csak a közönség, hanem a kritikusok is elismerték, és számos hazai év végi zenei listán a legjobb lemezek között szerepelt. A Petőfi Zenei Díjon pedig a zenekar elnyerte az "Az év elektronikus zenei előadója" díjat. A LENT-nek köszönhetően a zenekar számos jelentős fesztiválon léphetett fel, ideértve a Sziget Fesztivált, Balaton Soundot, VOLT Fesztivált, Strand Fesztivált, Fishing On Orfűt, Bánkitó fesztivált, Campust, Fekete Zajt és a Kolorádót. Emellett a duó vendégként játszott számos neves zenekarok előtt, mint  például a Punnany Massif, az Elefánt, a Vad Fruttik és a Zagar. Az Analog Balatont kérték fel előzenekarként olyan elismert előadók mint a Bonobo, Weval és Bob Moses.
A LENT után egy évet sem kellett várni, és megjelent a zenekar Csússz le című kislemeze. A kislemezt egy telt házas bemutató koncerttel ünnepelték szintén az Akvárium Klub Nagyhalljában, és egy vidéki turnésorozattal zárták le. A kislemez osztatlan sikerének köszönhetően az együttes megkétszerezte az aktív hallgatóik számát.
A zenekar 2024-ben adta ki a Repedés című albumot, ami sorrendben a második studióalbum. A lemez tartalmazza a két évvel korábban megjelent Csússz le című EP dalait is.

## Diszkográfia

### Stúdióalbumok
- LENT (2021)
- Repedés (2024)

### KislemezekésEP-k
- Fent (2021)
- 0112 (2021)
- Zserbógalopp (2022)
- Csússz le (2022)
- studio session (2023)
- Gyógyul (live) (2024)